# حرائق الغابات في منطقة تشيرنوبل المحظورة 2020
حرائق الغابات في منطقة تشيرنوبل المحظورة 2020 كانت سلسلة من حرائق الغابات التي بدأت تشتعل داخل المنطقة المحظورة تشيرنوبل في أوكرانيا في أبريل 2020. تم إخماد الحرائق إلى حد كبير في غضون أسبوعين. تم القبض على مشتبه به واحد على الأقل بتهمة الحرق العمد.

## الجدول الزمني
في 6 أبريل أفادت التقارير أن مستويات الإشعاع داخل المنطقة كانت «أعلى بـ 16 مرة من المعدل الطبيعي» نتيجة الحرائق. مع انتشار الحريق تم إخلاء قرية صغيرة بالقرب من بلدة بوليسك المهجورة بعد خمسة أيام. بحلول 13 أبريل امتدت حرائق الغابات إلى ما يزيد قليلاً عن 1.5 كيلومتر (1 ميل) من محطة تشيرنوبيل للطاقة النووية ووصلت إلى ضواحي مدينة بريبيات المهجورة. عمل أكثر من 300 رجل إطفاء على وقف الحرائق من الوصول إلى المصنع. بحلول 11 أبريل وصل عدد رجال الإطفاء إلى ما يقرب من 400، مع العديد من المروحيات و100 سيارة إطفاء منتشرة في منطقة تشرنوبيل المحظورة. قالت خدمة الطوارئ الحكومية الأوكرانية إنها لا تزال تكافح الحرائق، لكن الوضع تحت السيطرة، بينما قالت منظمة السلام الأخضر الروسية إن الوضع «أسوأ بكثير مما تعتقد السلطات الأوكرانية»، مستشهدة بصور الأقمار الصناعية. في 14 أبريل قالت خدمة الطوارئ الحكومية في أوكرانيا إن جميع الحرائق الكبيرة داخل المنطقة المحظورة قد تم إخمادها بعد عشرة أيام من جهود مكافحة الحرائق وهطول الأمطار مؤخرًا في المنطقة. وفقًا لـ يورو نيوز ورد أن 124 من رجال الإطفاء قاموا بإشعال النار الأكبر في غابة كوتوفيسكي بالقرب من قرية فولديميريفكا.

## المشتبه به
تم القبض على مواطن محلي يبلغ من العمر 27 عامًا بتهمة الحرق العمد. ليس من الواضح ما إذا كان الرجل الذي اعترف بإشعال الحرائق «من أجل المتعة» مسؤولاً جزئياً أو كلياً عن حرائق الغابات. قال المشتبه به للسلطات إنه أشعل النار في تجفيف العشب بالقرب من الغابة، دون محاولة إخماد النيران مع بدء انتشارها. تم رفع غرامات الحرق العمد بعد تصويت البرلمان في 13 أبريل.